# Братство (батальон)
Батальон «Братство» —  украинское христианское добровольческое подразделение специального назначения входящее в состав ГУР МО, созданное 24 февраля 2022 года, после начала российского вторжения в Украину. Батальон основан украинским политическим и общественным деятелем Дмитрием Корчинским.
Внесён в список террористических организаций, запрещённых на территории РФ.

## Участие в боевых действиях
Во время боёв в Киевской области батальон активно участвовал в боях на Барышевском направлении, а также в боях за сёла Лукьяновка, Рудницкое, Новая Басань, Перемога[источник?]. Впоследствии продолжил боевой путь в Харьковской области, близ города Изюм[источник?]. Бойцы батальона принимали участие в двух речных операциях до освобождения города Херсона. Также бойцы батальона участвовали в диверсионных операциях в Энергодаре, Херсонской области, Белгородской и Брянской областях.
Бойцы батальона выполняют диверсионные операции в глубоком тылу российских войск, включая территорию РФ. Батальон участвовал в обороне Бахмута, где понёс наибольшие потери[источник?].
В сентябре 2023 года бойцы батальонов «Стугна» и «Братство» участвовали в боях за «вышки Бойко»[источник?].
В октябре 2023 года бойцы «Братства» совершили рейд на Крымский полуостров.

## Командование
- Командир батальона — Алексей Середюк «Боргезе»[2].

## Известные члены
- Дмитрий Дмитриевич Петров — российский анархист.
- Финбар Кафферки — ирландский политический активист.